# 沃斯科 (加利福尼亚州)
沃斯科（英語：Wasco），是美国加利福尼亚州克恩县下属的一座城市。建市于1945年12月22日，面积大约为9.43平方英里（24.4平方公里）。根据2010年美国人口普查，该市有人口25,545人。